# آلفا عمر سو (بازیکن فوتبال، زاده ۱۹۹۷)
آلفا عمر سو (انگلیسی: Alpha Oumar Sow؛ زادهٔ ۱۵ اوت ۱۹۹۷) بازیکن فوتبال اهل گینه است.
وی همچنین در تیم ملی فوتبال گینه بازی کرده است.